# キバシリモドキ科
キバシリモドキ科（きばしりもどきか、Rhabdornithidae）は、鳥綱スズメ目に属する科。

## 分布
フィリピンのみに分布する。（全種がフィリピンの固有種）

## 形態
- キバシリ類 Certhiidaeに似る。
- オーストラリアに生息するキノボリ科 Climacteridae にも似る。

## 分類
キバシリモドキ属のみで構成される。本科を無効とし、キバシリ科 Certhiidaeやチメドリ科 Timaliidae に含める説もある。
- キバシリモドキ属　Rhabdornis
  - Rhabdornis grandis　ハシナガキバシリモドキ　Long-billed rhabdornis
  - Rhabdornis inornatus　ムジキバシリモドキ　Stripe-breasted rhabdornis
  - Rhabdornis mystacalis　キバシリモドキ　Stripe-sided rhabdornis